# Karl Bosek-Kienast
Karl Bosek-Kienast ist das auf dem Geburtsnamen seiner Mutter beruhende Pseudonym Karl Boseks (* 20. August 1895 in Wien; † 23. Februar 1983 ebenda). Er war ein österreichischer Schriftsteller und Lehrer.

## Leben
Karl Bosek-Kienast studierte an der Lehrerbildungsanstalt in Wien-Währing, u. a. bei Josef Neumair. Neumair, ein großer Verehrer von Joseph Misson und Ottokar Kernstock, brachte Bosek-Kienast diese beiden Mundartdichter nahe. Bosek-Kienast erlangte die Lehrbefähigung für Volks- und Hauptschulen, und nach einer kurzen Dienstzeit in Putzig bei Danzig verbrachte er den Rest seiner Lehrtätigkeit an Wiener Schulen. Neben seiner Arbeit als Lehrer widmete sich Bosek-Kienast der Verbreitung und Bewahrung vor allem der Werke Kernstocks und wird deshalb als „Bahnbrecher für das Werk O. Kernstocks und J. Missons“ bezeichnet. Er publizierte im Zusammenhang mit Kernstock mindestens drei Bücher.
Insbesondere die Organisation und Durchführung zahlreicher sogenannter ‚Kernstock-Abende‘ war ein Hauptanliegen Bosek-Kienasts. Er bewarb sie auf tausenden Werbekarten, die er auf eigene Kosten im Postkartenformat drucken ließ und verteilte, und die von Hand zu Hand weitergegeben wurden. Eine dieser Karten vom 13. Jänner 1935 warb für einen „Lichtbildervortrag […] vom Kernstock-Forscher Karl-Bosek-Kienast […] zusammengestellt und […] von ihm in allen deutsch-arischen Kreisen dargeboten […].“ Diese ‚Kernstock-Abende‘ führte Bosek-Kienast auch nach Ende der nationalsozialistischen Diktatur noch viele Jahre lang durch, so z. B. 1959 anlässlich der Weihnachtsfeier des Wiener Vereins ‚Muttersprache‘.
Im Wiener Verein ‚Muttersprache‘ war Bosek-Kienast einige Jahre Beisitzer im Vorstand. Auch spendete er dem Verein mehrere hundert seiner Spruchkarten.
Karl Bosek-Kienast wurde am 3. März 1983 in Gruppe 7, Reihe 10, Nummer 30 des Neustifter Friedhofs begraben.

## Nationalsozialismus und Rechtsextremismus
Zur Zeit der nationalsozialistischen Diktatur richteten sich Bosek-Kienasts Vorträge an „alle [...] deutsch-arischen Kreise […].“
Bosek-Kienasts ‚Volksdeutsches Werbewerk‘ gab zum ‚Anschluss‘ 1938 eine Spruchkarte heraus, dessen Vorderseite Kernstocks sogenanntes ‚Hakenkreuzlied‘ ziert, während sich auf der Rückseite neben einem Adressfeld für den Postversand auch Kernstocks Lebensdaten finden, ebenso wie auch ein großes Hakenkreuz und die Losung „Ein Volk, ein Reich, ein Führer!“ sowie der Stempelaufdruck „Am 10. April dem Führer dein ‚Ja‘“.
Bosek-Kienasts ‚Volksdeutsches Werbewerk‘ unterstützte 1962 einen Aufruf der der FPÖ nach einem neuen ‚Anschluss‘. Weitere Unterstützer dieses Aufrufs waren u. a. auch der Österreichische Turnerbund, der Eckartbote und die Nation Europa.
Bosek-Kienasts Publikation Treudeutscher aber schlug kein Sängerherz erschien 1968 im rechtsextremen Arndt-Verlag, dessen Schwerpunkt des Verlagsprogramms auf Geschichtsrevisionismus liegt. Der Band ist als Folge 3a in der Reihe Offenhausener Bausteine, getragen vom rechtsextremen Verein Dichterstein Offenhausen, erschienen.
Dank Bosek-Kienast gibt es seit 1970 in der Dichterstein-Gemeinde Offenhausen bei Wels eine ‚Dr. Ottokar-Kernstock-Gedenkstätte‘.

## Ehrungen
- Ehrenmitglied des Wiener Vereins Muttersprache
- Ehrenmitglied der Mundartfreunde Österreichs
- Ehrenmitglied des Dichtersteins Offenhausen
- Ehrenmitglied des Joseph-Misson-Bundes
- Ehrenmitglied des Koloman-Kaiser-Bundes.
- Ehrenbürger der Gemeinde Mühlbach am Manhartsberg
- Der Österreichische Bundespräsident zeichnete Bosek-Kienast mit dem Ehrentitel Prof. h. c. aus.

## Werke
- 1931 Die Festenburg in Kernstockgau (Oststeiermark). Wien: Eduard Stephan.
- 1956 Heimatkünder. Gesammelte Aufsätze. Wien: Hollinek.
- 1968 Treudeutscher aber schlug kein Sängerherz. Sprüche und Lieder des Festenburger Dichters. Zusammengestellt aus Anlass seines 120. Geburtstages von Karl Bosek-Kienast. (Offenhausener Bausteine 3a). Vaterstetten: Arndt.

## Sekundärliteratur
- Giebisch, Hans & Gugitz, Gustav (1964). Bio-bibliographisches Literaturlexikon Österreichs. Von den Anfängen bis zur Gegenwart. Wien: Brüder Hollinek.
- Rester, Helmut Karl (Hg.) (1995). Professor h.c. Karl Bosek-Kienast zum 100. Geburtstag. (Historische Schriftenreihe des Zeitgeschichtlichen Dokumentationsarchivs Asparn an der Zaya 18). Asparn an der Zaya: Zeitgeschichtliches Dokumentationsarchiv Asparn an der Zaya.
- Sohm, Walter (1995). „Prof. Karl Bosek-Kienast (25. August 1895 – 23. Februar 1983). Dem unermüdlichen Heimatkünder zum 100. Geburtstag. 1895 – 1995.“ In: Rester, Helmut Karl (Hg.) (1995). Professor h.c. Karl Bosek-Kienast zum 100. Geburtstag. (Historische Schriftenreihe des Zeitgeschichtlichen Dokumentationsarchivs Asparn an der Zaya 18). Asparn an der Zaya: Zeitgeschichtliches Dokumentationsarchiv Asparn an der Zaya. S. 9–15.
- Teichl, Robert (1951). Österreicher der Gegenwart. Lexikon schöpferischer und schaffender Zeitgenossen. Wien: Österreichische Staatsdruckerei. S. 356.